# Vicques, Calvados
Vicques är en kommun i departementet Calvados i regionen Normandie i norra Frankrike. Kommunen ligger i kantonen Morteaux-Coulibœuf som ligger i arrondissementet Caen. År 2022 hade Vicques 69 invånare.

## Befolkningsutveckling
Antalet invånare i kommunen Vicques
Referens:INSEE